# Bradford-on-Avon
Pour les articles homonymes, voir Bradford (homonymie).
Bradford-on-Avon est une ville et une Paroisse civile d'Angleterre, située dans l'ouest du Wiltshire, dans la région du Sud-Ouest.
Ses bâtiments historiques, le canal, ses pubs, en font un lieu de tourisme.

## Géographie
La ville s'est implantée pour partie dans la vallée de l'Avon et pour l'autre part sur la colline à l'ouest de la vallée, à une douzaine de kilomètres de Bath.

## Toponymie
La ville a le même nom que Bradford en Yorkshire de l'Ouest, pour la même signification : « gué large », en référence à sa position sur la rivière Avon dont le nom a été ajouté ici pour distinction. Aujourd'hui, se trouve un pont de pierre sur le site historique du gué.

## Histoire
Les origines de la ville remontent au moins à l'époque romaine.
L'industrie lainière du XVIIe siècle a assuré l'essentiel de son développement primitif.

## Économie
Une unité de fabrication des motos Enfield a été implantée en ville. Elle a cessé son activité en 1970.
La compagnie Moulton fabrique des bicyclettes dans la ville.

## Lieux et monuments

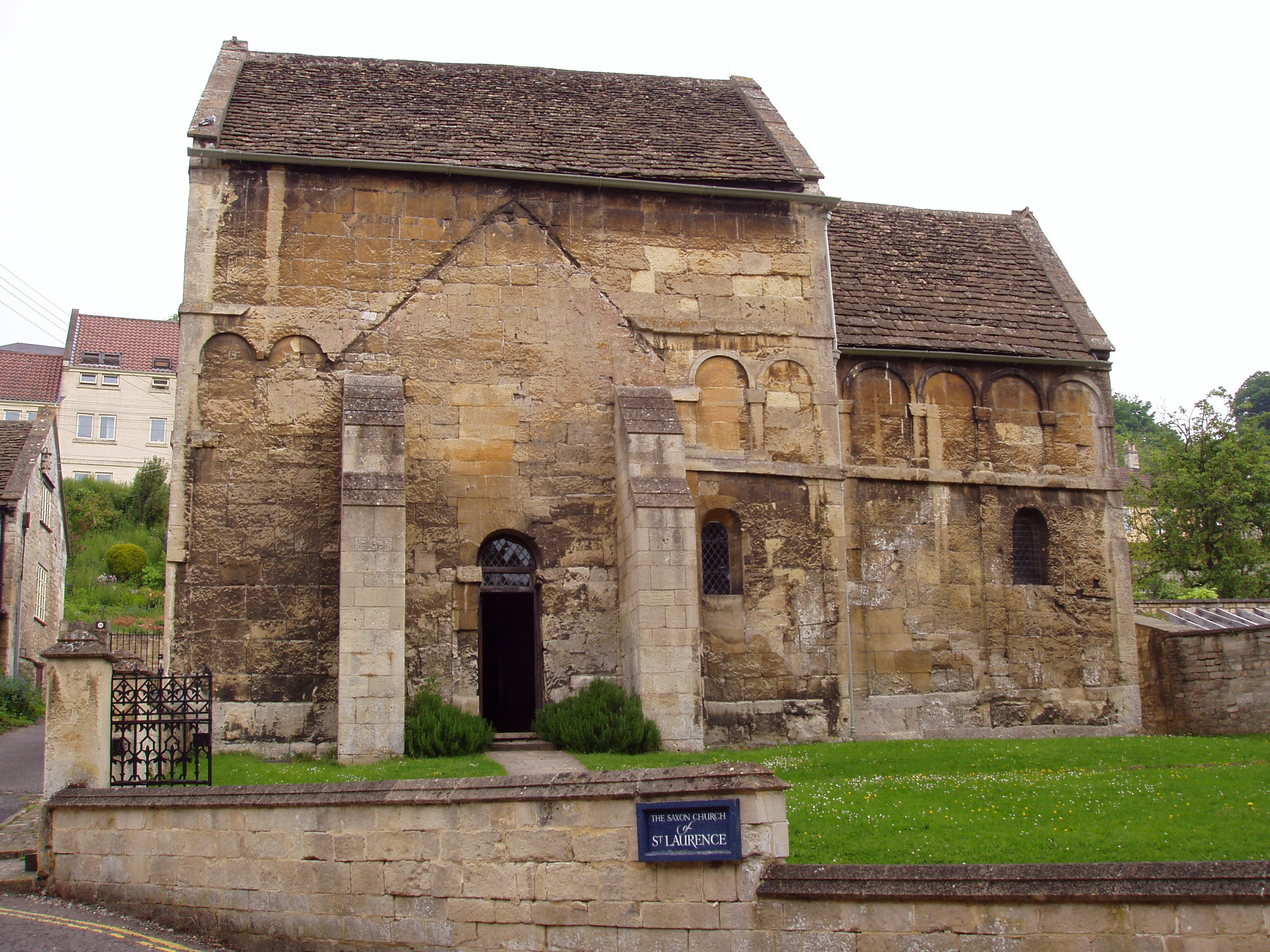
L'église Saint-Laurent (St Laurence's Church).

Une curiosité de la ville est qu'elle possède une église anglo-saxonne, datant du Xe siècle, sans modifications ou réédification. Cette église a été abandonnée au XIIe siècle et utilisée comme maison et école pendant de nombreuses années. Elle a été à nouveau sanctifiée. Redevenue église, elle est dédiée à Laurent de Rome (St Laurence's Church).